# Lista de bens tombados no Acre
A lista de bens tombados no Acre reúne itens do patrimônio histórico, cultural e, natural do estado brasileiro do Acre Os atos de tombamento estaduais foram realizados pelo Departamento de Patrimônio Histórico e Cultural (DPHC). Algumas construções são também reconhecidas pelo IPHAN, no contexto de preservação do patrimônio cultural e histórico brasileiro.
Dentre os patrimônios tombados está a Casa de Chico Mendes, local onde Chico Mendes viveu e foi assassinado em 1988. Localizada no centro da cidade de Xapuri, no estado do Acre.
| Imagem | Bem                                                          | Data de fundação | Localização                                                                        | Coordenadas                  | Tombamento                                                        | Referência |
| ------ | ------------------------------------------------------------ | ---------------- | ---------------------------------------------------------------------------------- | ---------------------------- | ----------------------------------------------------------------- | ---------- |
|        | Alto Santo                                                   |                  | Rio Branco                                                                         | 9° 56′ 01″ S, 67° 51′ 36″ O  | bem tombado pela Prefeitura Municipal de Rio Branco               |            |
|        | Biblioteca da Floresta                                       |                  | Rio Branco                                                                         | 9° 58′ 07″ S, 67° 48′ 18″ O  | bem de interesse histórico e ou cultural                          |            |
|        | Cacimbão da Capoeira                                         |                  | Rio Branco                                                                         | 9° 58′ 15″ S, 67° 48′ 24″ O  | bem tombado pela Prefeitura Municipal de Rio Branco               |            |
|        | Casa de Chico Mendes                                         |                  | Xapuri                                                                             | 9° 56′ 23″ S, 67° 48′ 21″ O  | bem tombado pelo IPHAN                                            |            |
|        | Casa dos Povos da Floresta                                   |                  | Rio Branco                                                                         | 9° 58′ 34″ S, 67° 48′ 33″ O  | bem de interesse histórico e ou cultural                          |            |
|        | Catedral Nossa Senhora de Nazaré                             |                  | Rio Branco                                                                         | 9° 58′ 30″ S, 67° 48′ 38″ O  | bem de interesse histórico e ou cultural                          |            |
|        | Edificação da Assembléia Legislativa do Acre                 |                  | Rio Branco                                                                         | 9° 58′ 33″ S, 67° 48′ 35″ O  | bem de interesse histórico e ou cultural                          |            |
|        | Escola Estadual João Ribeiro                                 |                  | Tarauacá                                                                           | 8° 09′ 33″ S, 70° 45′ 56″ O  | Departamento de Patrimônio Histórico e Cultural do Estado do Acre |            |
|        | Geoglifos do Acre                                            |                  | Acre                                                                               | 9° 02′ 52″ S, 70° 31′ 35″ O  | Património Mundial Provisório bem tombado pelo IPHAN              |            |
|        | Horto Florestal                                              |                  | Rio Branco                                                                         | 9° 56′ 49″ S, 67° 49′ 40″ O  | bem de interesse histórico e ou cultural                          |            |
|        | Igreja da Nossa Senhora da Conceição                         |                  | Rio Branco                                                                         | 9° 58′ 58″ S, 67° 48′ 44″ O  | bem tombado pela Prefeitura Municipal de Rio Branco               |            |
|        | Memorial dos Autonomistas - Senador José Guiomard dos Santos |                  | Rio Branco                                                                         | 9° 58′ 27″ S, 67° 48′ 35″ O  | bem de interesse histórico e ou cultural                          |            |
|        | Mercado Velho                                                |                  | Rio Branco                                                                         | 9° 58′ 36″ S, 67° 48′ 27″ O  | bem de interesse histórico e ou cultural                          |            |
|        | O Casarão                                                    |                  | Rio Branco                                                                         | 9° 58′ 26″ S, 67° 48′ 32″ O  | bem tombado pelo DPHC                                             |            |
|        | Palácio Rio Branco                                           | 1948             | Rio Branco                                                                         | 9° 58′ 29″ S, 67° 48′ 35″ O  | bem tombado pelo DPHC                                             |            |
|        | Palácio da Justiça                                           |                  | Rio Branco                                                                         | 9° 58′ 32″ S, 67° 48′ 36″ O  | bem de interesse histórico e ou cultural                          |            |
|        | Palácio das Secretarias                                      |                  | Rio Branco                                                                         | 9° 58′ 29″ S, 67° 48′ 33″ O  | bem de interesse histórico e ou cultural                          |            |
|        | Parque Histórico e Ambiental José Plácido de Castro          |                  | Rio Branco                                                                         | 10° 04′ 44″ S, 67° 50′ 00″ O | bem tombado pela Prefeitura Municipal de Rio Branco               |            |
|        | Parque Nacional da Serra do Divisor                          | 1989             | Cruzeiro do Sul Mâncio Lima Rodrigues Alves Porto Walter Marechal Thaumaturgo Acre | 8° 22′ S, 73° 20′ O          | Património Mundial Provisório                                     |            |
|        | Parque Urbano Chico Mendes                                   |                  | Rio Branco                                                                         |                              | bem de interesse histórico e ou cultural                          |            |
|        | Parque da Maternidade                                        |                  | Rio Branco                                                                         | 9° 58′ 03″ S, 67° 48′ 29″ O  | bem de interesse histórico e ou cultural                          |            |
|        | Paróquia de São Sebastião                                    |                  | Xapuri                                                                             | 10° 39′ 05″ S, 68° 30′ 50″ O | bem de interesse histórico e ou cultural                          |            |
|        | Praça São Sebastião                                          |                  | Xapuri                                                                             | 10° 39′ 05″ S, 68° 30′ 27″ O | bem de interesse histórico e ou cultural                          |            |
|        | Praça dos Povos da Floresta                                  |                  | Rio Branco                                                                         | 9° 58′ 35″ S, 67° 48′ 33″ O  | bem de interesse histórico e ou cultural                          |            |
|        | Praça dos Seringueiros                                       |                  | Rio Branco                                                                         | 9° 58′ 29″ S, 67° 48′ 35″ O  | bem de interesse histórico e ou cultural                          |            |
|        | Residência da Família Esteves                                |                  | Rio Branco                                                                         | 9° 58′ 45″ S, 67° 48′ 26″ O  | bem tombado pelo DPHC                                             |            |
|        | Rua do Comércio                                              |                  | Xapuri                                                                             | 10° 39′ 12″ S, 68° 30′ 14″ O | bem de interesse histórico e ou cultural                          |            |
|        | Seringal Bom Destino                                         |                  | Porto Acre                                                                         | 9° 41′ 42″ S, 67° 31′ 38″ O  | bem tombado pelo DPHC                                             |            |
|        | Sociedade Recreativa Tentamen                                |                  | Rio Branco                                                                         | 9° 58′ 51″ S, 67° 48′ 30″ O  | bem tombado pela Prefeitura Municipal de Rio Branco               |            |
|        | Usina de Artes João Donato                                   |                  | Rio Branco                                                                         | 9° 56′ 28″ S, 67° 52′ 30″ O  | bem de interesse histórico e ou cultural                          |            |
|        | Árvore Gameleira                                             |                  | Rio Branco                                                                         | 9° 58′ 55″ S, 67° 48′ 36″ O  | bem tombado pela Prefeitura Municipal de Rio Branco               |            |

∑ 31 items.